# Nibelungenkaserne (Walldürn)
Die Nibelungenkaserne ist eine Kaserne der Bundeswehr in Walldürn. Rund 850 Soldatinnen und Soldaten des Logistikbataillons 461 verrichten ihren Dienst in der Nibelungenkaserne. In der Nähe des Standorts befindet sich, auf der gegenüberliegenden Seite der Bundesstraße 27, ein kleiner Standortübungsplatz ⊙.

## Geschichte
Im Jahr 1957 wurde mit der Rodung und dem Bau der Kaserne begonnen. Am 4. April 1959 bezogen die ersten Soldaten des „Panzerartilleriebataillons 365“ die neue Kaserne. Erst im Jahr 1964 erhielt diese den Namen „Nibelungenkaserne“. Von 1964 bis 1976 wurden mehrere Gebäude zusätzlich errichtet. Anfang der 1990er Jahre errichtete man ein neues Küchengebäude.

## Einheiten
Folgende Einheiten kamen in der Nibelungenkaserne unter:
- 1958 bis 1993: Panzerartilleriebataillon 365
- 1959 bis 1992: Panzergrenadierbataillon 362
- 1972 bis 2003: Teile des Instandsetzungsbataillons 12
- 1993 bis 2003: Raketenartilleriebataillon 122
- seit 2003: Logistikbataillon 461
- seit 2014: 13./Heimatschutzregiment 1 „Odenwald“